# 豊畑村
豊畑村（とよはたむら）は、千葉県匝瑳郡にかつて存在した村である。

## 地理
- 現在の旭市、旧旭市の西部に位置している。
- 村のほとんどは平地である。

## 歴史
村名は畑の豊作を祈って豊畑村となった。

### 沿革
- 1889年（明治22年）4月1日 - 町村制施行に伴い、井戸野村・川口村・泉川村・駒込村・大塚原村が合併し、匝瑳郡豊畑村が発足。
- 1954年（昭和29年）6月1日 - 共和村とともに海上郡旭町に編入され、消滅。

変遷表
| 1868年 以前 | 1868年 以前 | 明治22年 4月1日 | 昭和29年    | 昭和29年 | 現在 |
| 1868年 以前 | 1868年 以前 | 明治22年 4月1日 | 6月1日      | 7月1日   | 現在 |
| ----------- | ----------- | --------------- | ----------- | -------- | ---- |
|             | 井戸野村    | 豊畑村          | 旭町 に編入 | 市制     | 旭市 |
|             | 泉川村      | 豊畑村          | 旭町 に編入 | 市制     | 旭市 |
|             | 川口村      | 豊畑村          | 旭町 に編入 | 市制     | 旭市 |
|             | 大塚原村    | 豊畑村          | 旭町 に編入 | 市制     | 旭市 |
|             | 駒込村      | 豊畑村          | 旭町 に編入 | 市制     | 旭市 |

## 人口・世帯

### 人口
総数 [単位： 人]
| 1891年（明治24年） | 2,834 |
| 1912年（大正元年） | 3,517 |
| 1926年（昭和元年） | 3,351 |
| 1952年（昭和27年） | 4,558 |

### 世帯
総数 [単位： 世帯]
| 1926年（昭和元年） | 642 |
| 1952年（昭和27年） | 892 |